# Beata octopunctata
Beata octopunctata là một loài nhện trong họ Salticidae.
Loài này thuộc chi Beata. Beata octopunctata được Elizabeth Maria Gifford Peckham & George William Peckham miêu tả năm 1893.